# Середні Пахачі
Сере́дні Пахачі́ (рос. Средние Пахачи) — село в Олюторському районі Камчатського краю, Росія. До 1 липня 2007 року перебувало у складі Корякського автономного округу Камчатської області.
Населення становить 494 особи (2009).
Село розташоване на лівому березі річки Пахача, між гирлами правої притоки Лгунаканяу та лівої Майнитайниваям. На північному сході до Середніх Пахачів підходить підніжжя гори Тайваям (535 м).

## Населення
| 2002 | 2006 | 2010 | 2012 | 2013 | 2014 | 2015 |
| ---- | ---- | ---- | ---- | ---- | ---- | ---- |
| 547  | ↘501 | ↘407 | ↘381 | ↘370 | ↘363 | ↘362 |
| 2016 | 2017 | 2018 |      |      |      |      |
| ↘352 | ↘341 | ↘338 |      |      |      |      |